# Simone Canestrelli
Simone Canestrelli, né le 11 septembre 2000 à Montepulciano, est un footballeur italien qui évolue au poste de défenseur central à Pise SC.

## Biographie

### Carrière en club
Formé à l'Empoli FC, Canestrelli est transféré à l'AlbinoLeffe en Serie C le 19 juillet 2019,. Dans le club de la province de Bergame, il s'impose rapidement comme titulaire en pivot ou comme central gauche d'une défense à 3, voire comme milieu défensif,,,.
Après avoir brillé dans la troisième division italienne, où il totalise 74 présence et 9 buts, il retourne à Empoli le 1er juillet 2021, son ancien club qui vient de remporter la Serie B ayant exercé son droit de rachat à l'AlbinoLeffe,. Il ensuite prêté à Crotone en août, où il va rapidement également s'illustrer en deuxième division, malgré un début de saison difficile pour les anciens pensionnaires de Serie A.

### Carrière en sélection
Canestrelli est international italien en équipes de jeunes, des moins de 15 au moins de 17 ans, avant de connaitre également la sélection des moins de 19 ans en 2018.
Convoqué une première fois avec les espoirs italiens en novembre 2021, dans le cadre des éliminatoires de l'Euro espoirs,, il fait ses débuts avec la sélection le 16 novembre, étant titularisé en défense centrale à côté de Giorgio Scalvini pour un match amical contre la Roumanie. Lors de cette rencontre où l'Italie a effectué une rotation significative par rapport à la précédente rencontre, il s'illustre en marquant un triplé, qui avec le but de son coéquipier en club Samuele Mulattieri permet une remontada, renversant un sore de 0-2 en une victoire finale 4-2,.